# Ла-Фрет
Ла-Фретт (фр. La Frette) — коммуна во Франции, находится в регионе Рона — Альпы. Департамент коммуны — Изер. Входит в состав кантона Сент-Этьенн-де-Сен-Жуар. Округ коммуны — Гренобль.
Код INSEE коммуны — 38174. Население коммуны на 1999 год составляло 822 человека. Населённый пункт находится на высоте от 407 до 669 метров над уровнем моря. Муниципалитет расположен на расстоянии около 450 км юго-восточнее Парижа, 60 км юго-восточнее Лиона, 37 км северо-западнее Гренобля. Мэр коммуны — M. Henri Sillans, мандат действует на протяжении 2001—2008 гг.
Динамика населения (INSEE):